# Tylophora parviflora
Tylophora parviflora är en oleanderväxtart som först beskrevs av Elmer Drew Merrill, och fick sitt nu gällande namn av Meve, Omlor och Liede. Tylophora parviflora ingår i släktet Tylophora och familjen oleanderväxter. Inga underarter finns listade i Catalogue of Life.